# Nižný Mirošov
Nižný Mirošov és un poble i municipi d'Eslovàquia. Es troba a la regió de Prešov, al nord del país.

## Història
La primera referència escrita de la vila data del 1567.

## Demografia
| Godina             | 1994 | 2004    | 2014   | 2024   |
| ------------------ | ---- | ------- | ------ | ------ |
| Nombre de persones | 220  | 257     | 258    | 265    |
| Diferència         |      | +16,81% | +0,38% | +2,71% |

| Godina             | 2023 | 2024   |
| ------------------ | ---- | ------ |
| Nombre de persones | 259  | 265    |
| Diferència         |      | +2,31% |